# Stanisław Czermiński
Stanisław Czermiński herbu Wieniawa – chorąży podlaski w latach 1700-1730, chorąży parnawski w latach 1692-1700.
Był elektorem Augusta II Mocnego z województwa podolskiego w 1697 roku.